# 佐野縫殿右衛門尉
佐野 縫殿右衛門尉（さの ぬいえもんのじょう、生没年不詳）は、戦国時代の人物。甲斐国河内領の国衆・穴山氏の家臣。河内領の湯之奥郷（山梨県身延町湯之奥）の土豪である湯之奥佐野氏の当主。穴山氏の当主である穴山信友・信君に仕える。

## 略歴
湯之奥郷は富士川上流の下部川に沿った山間部の村落で、「下部川」は富士川支流・常葉川の上流域を指す。湯之奥郷の東は駿河国と接する毛無山がそびえ、山麓には穴山氏が経営した湯之奥金山が所在する。
縫殿右衛門尉に関する文書は、湯之奥佐野氏の子孫である門西家に伝わる「門西家文書」に散見される。縫殿右衛門尉に関する初見史料は、天文12年（1543年）7月5日付の穴山信友判物で、縫殿右衛門尉は信友から竹藪を育成させ、穴山氏が竹を所望した際には納入させることを命じられている。なお、同文書は門西家文書の中世文書では最古のものである。
縫殿右衛門尉は材木伐採・製材業に携わる職人集団である「山造（山作）」の頭領であったと考えられている。「門西家文書」年未詳3月29日穴山信友朱印状によれば、信君から葺板一万枚を納入するため佐野山（山梨県南巨摩郡南部町）・椿草里山（つばきぞうりやま、身延町）における材木伐採を命じられている。
「門西家文書」によれば、天文13年（1544年）3月29日には、某氏が大垈山（おおぬたやま、身延町）における争論を解決するため、穴山家臣である帯金虎達・美作守に金銭を送っており、この「某氏」は縫殿右衛門尉であると考えられている。大垈は湯之奥郷の南西に位置し、南は椿草里に隣接する。なお、この文書は帯金虎達・美作守に関する初見文書でもある。
「門西家文書」によれば、年未詳10月8日の穴山家臣・帯金虎達書状によれば、縫殿右衛門尉は大垈の「やまち」（山の地）における百姓職取得を希望し、大垈の地頭であったと考えられている虎達は年貢納入を条件にこれを許可している。
「門西家文書」弘治2年（1556年）11月15日穴山信友判物によれば、縫殿右衛門尉は信友から山作奉公の見返りとし、て山作五間の普請役などを免許されている。
永禄元年（1556年）頃には穴山氏は信友が隠居し、信君が当主となる。永禄3年（1560年）11月3日には、穴山信君が縫殿右衛門尉の所有する犬3匹の保護を命じている。湯之奥村では狩猟に関する鉄砲や毛皮進上に関する文書が見られることから、穴山氏が縫殿右衛門尉の飼育する猟犬を保護する政策であり、さらに縫殿右衛門尉の飼育する犬は猟犬として用いられる「甲斐犬」であったとも考えられている。河内領における猟犬に関する資料では永禄3年2月11日付の穴山信君判物があり、同様に穴山氏は望月善左衛門尉が所持する犬を保護している。
その後の縫殿右衛門尉の動向は不明。湯之奥佐野氏は子孫も湯之奥村に居住し、名主を務めた。慶長2年（1597年）に門西氏に改姓している。